# Hadley Engineering
Hadley Engineering Inc. war ein US-amerikanischer Hersteller von Automobilen.

## Unternehmensgeschichte
Das Unternehmen wurde am 11. März 1977 in Newport Beach in Kalifornien gegründet. Andere Quellen nennen Costa Mesa in Kalifornien. 1977 oder 1979 begann die Produktion von Automobilen und Kit Cars. Der Markenname lautete Veep. 1979 oder 1980 endete die Produktion. Nach dem 29. März 1982 ist nichts mehr bekannt.

## Fahrzeuge
Im Angebot stand nur ein Modell. Es ähnelte dem Willys MB. Ein Kastenrahmen bildete die Basis. Der Antrieb stammte vom VW Käfer.